# Ute Rührold
Ute Rührold (9 de diciembre de 1954) es una deportista de la RDA que compitió en luge en la modalidad individual.
Participó en dos Juegos Olímpicos de Invierno en los años 1972 y 1976, obteniendo dos medallas, plata en Sapporo 1972 y plata en Innsbruck 1976. Ganó tres medallas en el Campeonato Mundial de Luge entre los años 1973 y 1975, y tres medallas en el Campeonato Europeo de Luge entre los años 1972 y 1974.

## Palmarés internacional
| Juegos Olímpicos   | Juegos Olímpicos      | Juegos Olímpicos  | Juegos Olímpicos |
| Año                | Lugar                 | Medalla           | Prueba           |
| ------------------ | --------------------- | ----------------- | ---------------- |
| 1972               | Sapporo (Japón)       | Medalla de plata  | Individual       |
| 1976               | Innsbruck (Austria)   | Medalla de plata  | Individual       |
| Campeonato Mundial |                       |                   |                  |
| Año                | Lugar                 | Medalla           | Prueba           |
| 1973               | Oberhof (RDA)         | Medalla de plata  | Individual       |
| 1974               | Königssee (RFA)       | Medalla de bronce | Individual       |
| 1975               | Hammarstrand (Suecia) | Medalla de plata  | Individual       |
| Campeonato Europeo |                       |                   |                  |
| Año                | Lugar                 | Medalla           | Prueba           |
| 1972               | Königssee (RFA)       | Medalla de oro    | Individual       |
| 1973               | Königssee (RFA)       | Medalla de plata  | Individual       |
| 1974               | Imst (Austria)        | Medalla de bronce | Individual       |